# Ручейки (Тверская область)
Ручейки́ — деревня в Кашинском районе Тверской области России. Входит в состав Шепелёвского сельского поселения.

## История
В 1966 году указом Президиума Верховного Совета РСФСР деревня Бяково переименована в Ручейки.

## Население
| 2010 |
| ---- |
| 1    |